# Shep Houghton
George Shepherd (Shep) Houghton (Salt Lake City, 4 juni 1914 - Hoodsport, Washington, 15 december 2016) was een Amerikaanse acteur.

## Levensloop en carrière
Houghton maakte zijn debuut in de stomme film Underworld in 1927. Hoewel Houghton steeds kleine rollen speelde, speelde hij in veel bekende films mee zoals The Gay Divorcee (1934), The Great Ziegfeld (1936), Gone with the Wind (1939) en The Hindenburg (1975).
Hougton was een van de laatst nog levende acteurs uit de tijd van de stomme film en samen met Olivia de Havilland tevens de oudste overlever uit Gone with the Wind, hoewel hij in deze film niet officieel gecrediteerd staat.
Hij werd 102 jaar oud.